# المسجد الجامع بيجابور
المسجد الجامع بيجابور هو مسجد في ولاية كارناتاكا في مدينة بيجابور غرب الهند .

## البناء
بني المسجد الجامع من قبل علي عادل شاه (1558 - 1580) في العام 1578 , وذلك بعد الانتصار على فيجايا ناجارا في معركة قلعة راكاساغي - نانغاداغي في مدينة تاليكوتي في عام 1565.

## أسماء المسجد
يعرف المسجد باسم مسجد الجمعية والمسجد الجامع , المسجد هو واحد من أكبر المساجد في جنوب الهند , حيث أنه بني في عهد علي عادل شاه (1558 - 1580) في عام 1578 بعد الانتصار معركة قلعة راكاساغي - نانغاداغي في مدينة تاليكوتي في عام 1565 .

## العمارة
يقع المسجد في ساحة مثالية وكبيرة حيث تبلغ مساحة الأرض 1،16،300 قدم مربع , ويتسع المسجد لحوالي من 2250 إلى 2500 شخص للصلاة في وقت واحد , وقد بني المحراب الرئيسي على الحائط الغربي ونقش بخطوط من ايات القرآن الكريم , واكتمل هذا النقش عام 1676 من قبل مالك ياقوت والذي كان تحت أوامر من السلطان محمد عادل شاه , لدى مدينة بيجابور العديد من القبب التي تعد معالم للمدينة , وقبة المسجد الجامع تعد واحدة من أجمل قبب المدينة .